# Blargies
Blargies – miejscowość i gmina we Francji, w regionie Hauts-de-France, w departamencie Oise.
Według danych na rok 1990 gminę zamieszkiwało 455 osób, a gęstość zaludnienia wynosiła 45 osób/km² (wśród 2293 gmin Pikardii Blargies plasuje się na 570. miejscu pod względem liczby ludności, natomiast pod względem powierzchni na miejscu 445.).